# پارنو
پارنو (به استونیایی: Pärnu) یکی از شهرهای کشور استونی است.
این شهر در سال ۲۰۱۱ میلادی ۳۹٬۷۲۸ نفر جمعیت داشته‌است.

## مردم
| سال   | ۱۸۸۱   | ۱۸۹۷   | ۱۹۲۲   | ۱۹۳۴   | ۱۹۵۹   | ۱۹۷۰   | ۱۹۷۹   | ۱۹۸۹   | ۲۰۰۰   | ۲۰۱۱   | ۲۰۱۲   | ۲۰۱۷   |
| ----- | ------ | ------ | ------ | ------ | ------ | ------ | ------ | ------ | ------ | ------ | ------ | ------ |
| جمعیت | ۱۲٬۹۶۶ | ۱۲٬۸۹۸ | ۱۸٬۴۹۹ | ۲۰٬۳۳۴ | ۲۲٬۳۶۷ | ۵۰٬۲۲۴ | ۵۴٬۰۵۱ | ۵۳٬۸۸۵ | ۴۵٬۵۰۰ | ۳۹٬۷۲۸ | ۴۰٬۴۰۱ | ۴۰٬۷۰۰ |

| ملیت           | سرشماری ۲۰۰۰ | سرشماری ۲۰۰۰ | سرشماری ۲۰۱۱ | سرشماری ۲۰۱۱ |
| ملیت           | تعداد        | %            | تعداد        | %            |
| -------------- | ------------ | ------------ | ------------ | ------------ |
| مردم استونیایی | 36,112       | 79.37        | 33,000       | 83.07        |
| مردم روس       | 6,951        | 15.28        | 5,076        | 12.78        |
| اوکراینی‌ها     | 966          | 2.12         | 671          | 1.69         |
| مردم فنلاند    | 331          | 0.73         | 254          | 0.64         |
| بلاروسی‌ها      | 297          | 0.65         | 179          | 0.45         |
| مجموع          | ۴۵٬۵۰۰       | ۴۵٬۵۰۰       | ۳۹٬۷۲۸       | ۳۹٬۷۲۸       |

| زبان           | سرشماری ۲۰۰۰ | سرشماری ۲۰۰۰ | سرشماری ۲۰۱۱ | سرشماری ۲۰۱۱ |
| زبان           | تعداد        | %            | تعداد        | %            |
| -------------- | ------------ | ------------ | ------------ | ------------ |
| زبان استونیایی | 35,928       | 78.96        | 32,762       | 82.47        |
| زبان روسی      | 8,360        | 18.37        | 6,263        | 15.77        |
| زبان اوکراینی  | 426          | 0.94         | 245          | 0.62         |
| زبان فنلاندی   | 163          | 0.36         | 129          | 0.33         |
| زبان بلاروسی   | 100          | 0.22         | 32           | 0.08         |
| مجموع          | ۴۵٬۵۰۰       | ۴۵٬۵۰۰       | ۳۹٬۷۲۸       | ۳۹٬۷۲۸       |

## شهرهای خواهر خوانده
شهرهای خواهرخوانده:
| - شاولیای، لیتوانی - یلگاوا، لتونی - گران، نروژ - هلسینگبورگ، سوئد | - سودتلیا، سوئد - اوسکرشهم، سوئد - واسا، فنلاند - هلسینگور، دانمارک | - شیوفک، مجارستان - اووشن، مریلند، آمریکا - پورتسموث، انگلستان - سوچی، روسیه |

## نگارخانه

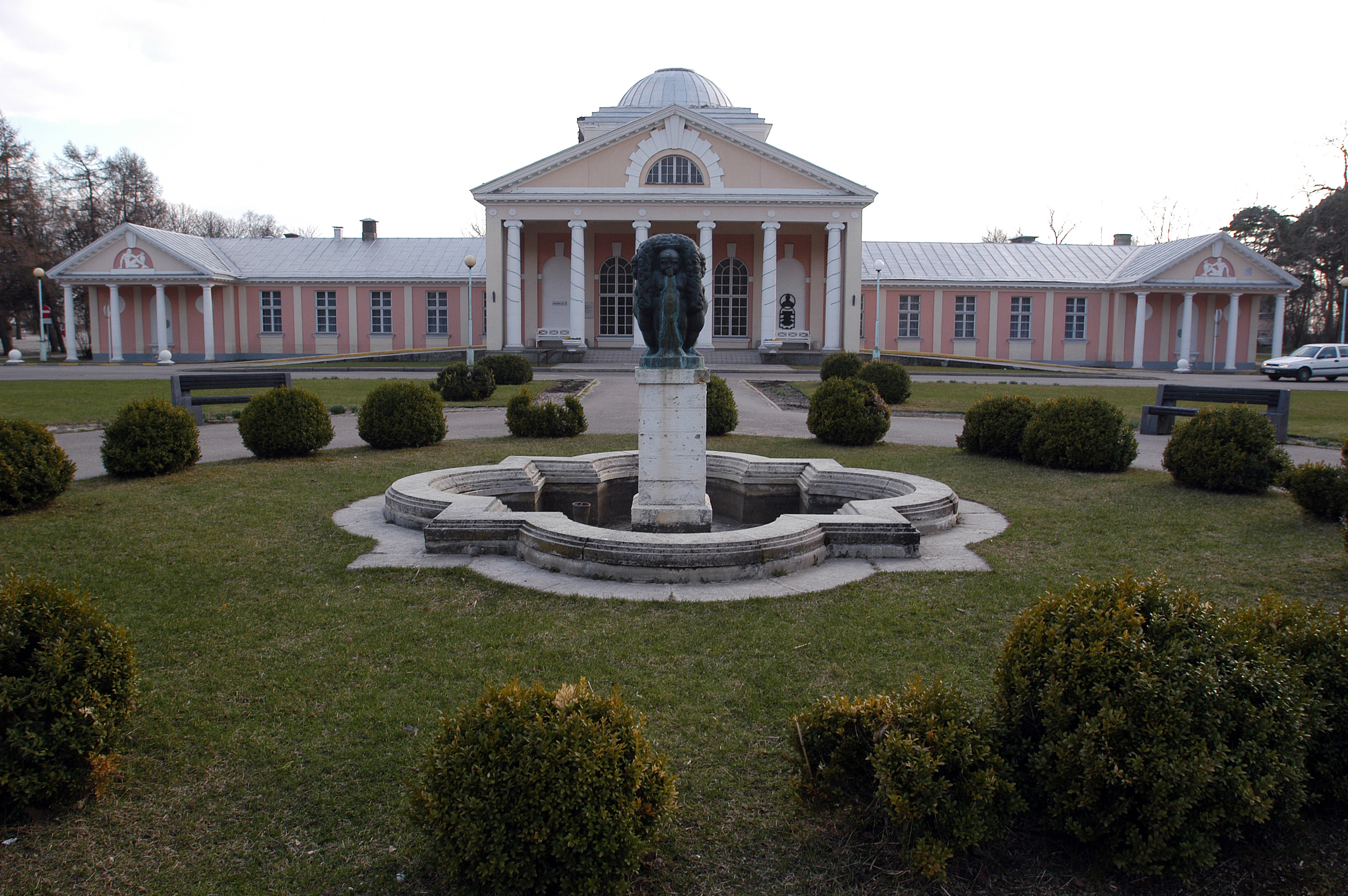
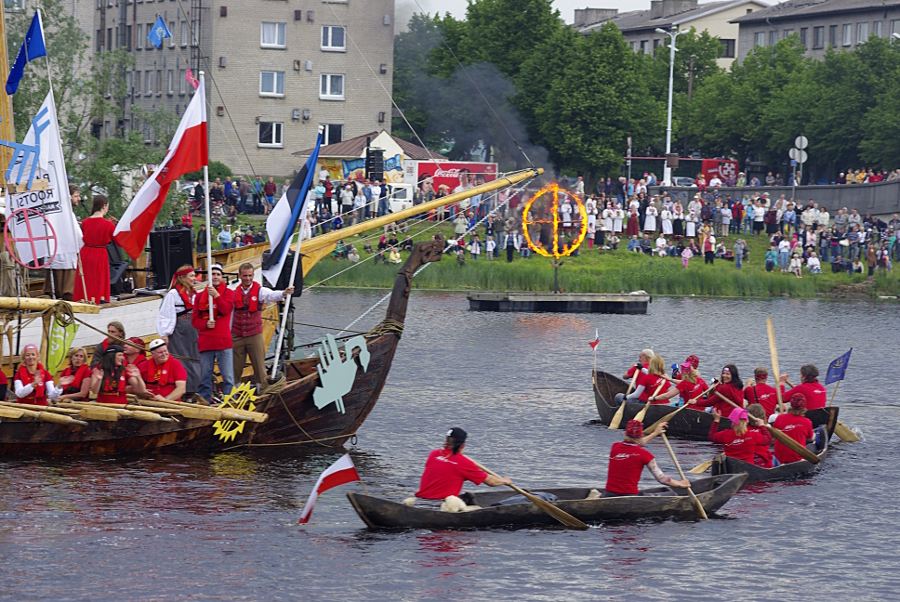
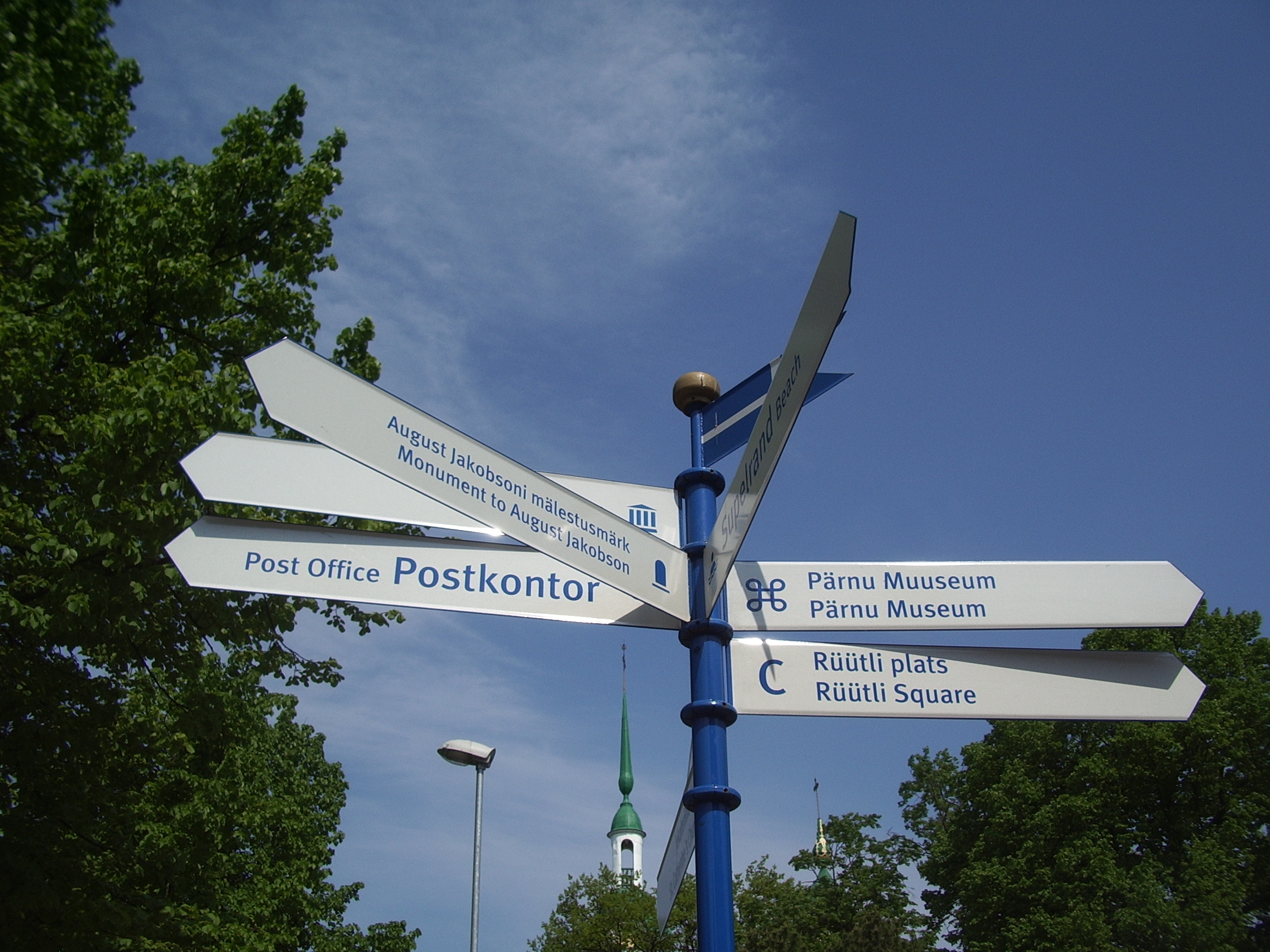
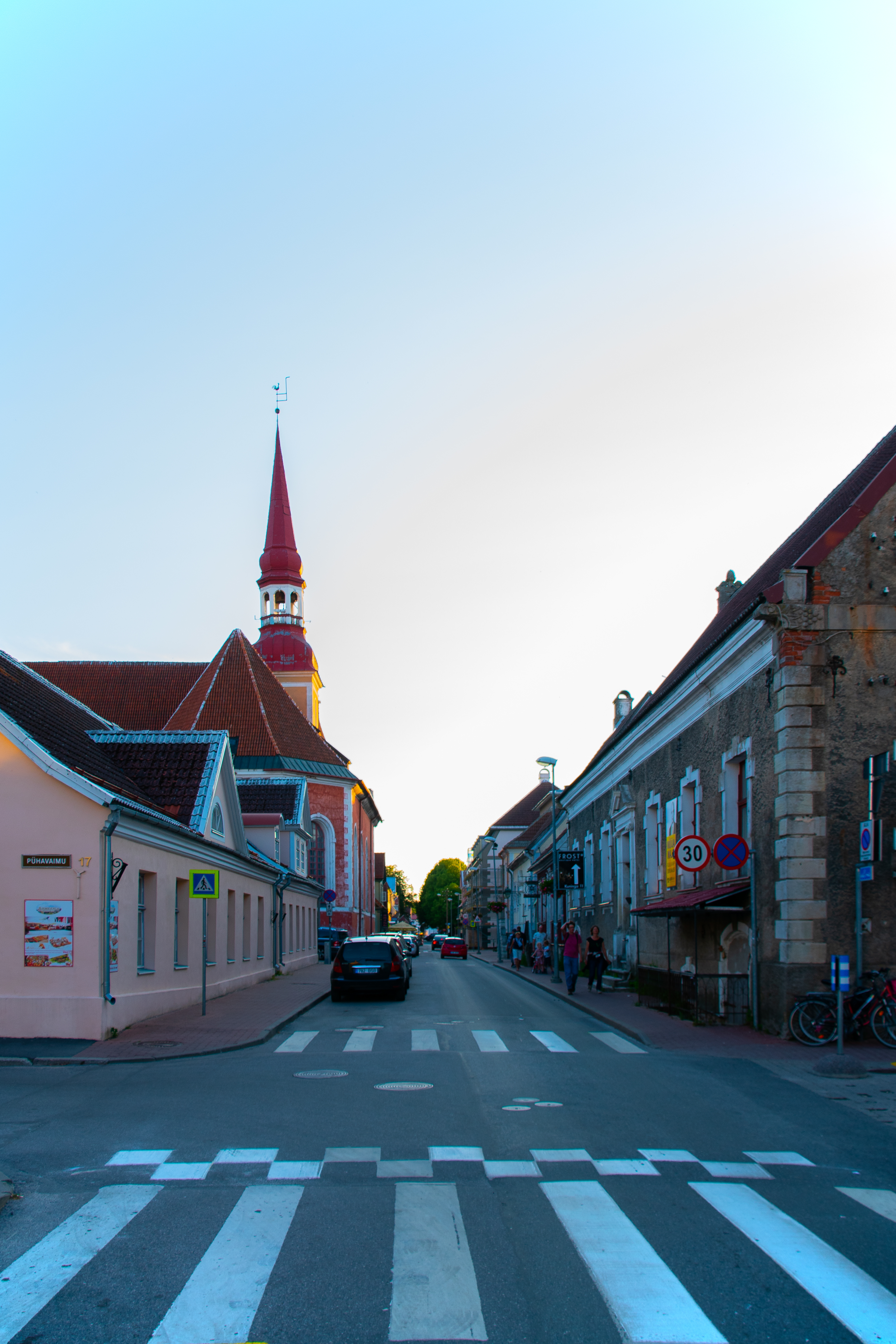
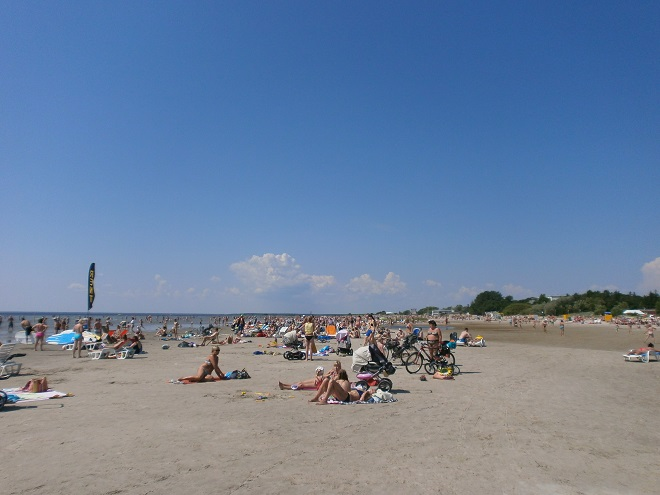
ساحل پارنو
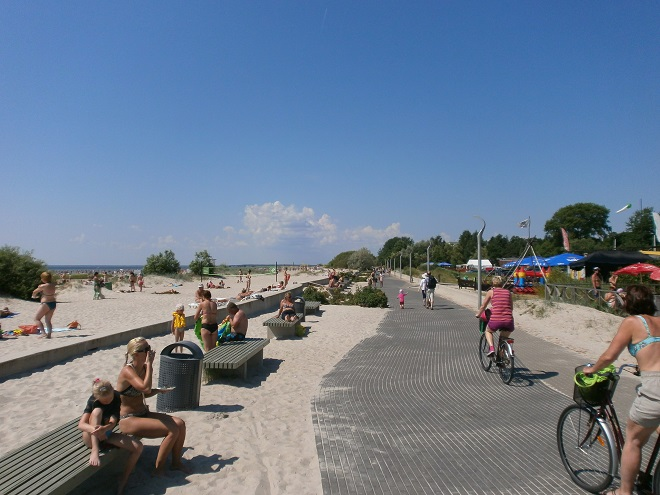
ساحل پارنو